# Duca Paolo
Paolo dei Visigoti (... – Toledo, 673) è stato un sovrano visigoto.
Flavius Paulus, fu re usurpatore dei Visigoti in Settimania nel corso dell'anno 673.
Nobile di origine ibero-romana, il duca Paolo, durante il regno del re dei Visigoti, Reccesvindo, era un ufficiale agli ordini di Vamba.
Alla morte del re Reccesvindo, appena si seppe che, a Valladolid, era stato eletto re Vamba, Ilderico, conte di Nîmes, in Settimania, si ribellò, con il sostegno dei nobili locali, tra cui quello di Gumildo, vescovo di Mauguio, e soprattutto con l'appoggio degli ebrei. Vamba, impegnato a farsi incoronare a Toledo, inviò, nell'autunno del 672, il suo sottoposto il duca Paolo, a sottomettere i ribelli.
Appena arrivato a Narbona, nel 673, Paolo fu proclamato re dei Visigoti dai suoi soldati; accordatosi coi ribelli, che a loro volta lo riconobbero re ottenne anche il riconoscimento di Childerico II, re merovingio dei Franchi di Austrasia che in quello stesso anno divenne re di tutti i Franchi.
Oltre che a fare proseliti nella provincia Tarraconense (soprattutto nell'attuale Catalogna), immediatamente inviò emissari nei Paesi Baschi, per spingere i Vasconi a ribellarsi, cosa che avvenne e obbligò Vamba a recarsi personalmente sui Pirenei a reprimere la ribellione.
Paolo fu incoronato, nella chiesa di Gerona, con la corona d'oro già usata dal re Recaredo.
Pare che si convertisse all'ebraismo, seguito da una parte della nobiltà e perseguitasse i nobili che rifiutarono di abiurare il cattolicesimo.
Domati i Baschi, Vamba si rivolse contro Paolo, e, dopo aver ripreso Tarragona, Barcellona e Narbona, riuscì a ottenere la vittoria sul duca ribelle, che si era asserragliato nell'arena di Nîmes (trasformata in fortezza dai Visigoti, nel V secolo).
Dopo essere stato catturato, il 3 settembre 673, Paolo fu tradotto a Toledo dove fu giustiziato. Una seconda versione invece dice che Paolo circondato dai suoi accoliti, fosse fatto sfilare per le vie di Toledo con una lisca di pesce, come corona, sulla testa, a piedi nudi, vestito di stracci, su un carro trainato da cammelli; giudicato per il tradimento, gli fu risparmiata la vita, ma fu rasato e segregato in un monastero.